# The Walls Will Fall
The Walls Will Fall – minialbum hardcore’owego zespołu Terror wydany w 2007 nakładem Pure Noise Records / Triple-B Records.
Tytuł płyty odnosi się do osoby prezydenta Donalda Trumpa i budowanego przez niego muru oraz ludzi wspierających go w tym.
Album promował teledysk do utworu „Kill ’Em Off” (2017).

## Lista utworów
1. "Balance the Odds" – 1:51
2. "Kill ’Em Off"	– 1:44
3. "The Walls Will Fall" – 1:42
4. "No Love Lost" – 2:43
5. "Step to You" (cover Madball)	– 1:14

## Twórcy
Członkowie zespołu
- Scott Vogel – śpiew
- Nick Jett – perkusja
- Jordan Posner – gitara elektryczna
- Martin Stewart – gitara elektryczna
- David Wood – gitara basowa